# Alysicarpus roxburghianus
Alysicarpus roxburghianus är en ärtväxtart som beskrevs av Krishnamurthy Thothathri och Arabinda Pramanik. Alysicarpus roxburghianus ingår i släktet Alysicarpus och familjen ärtväxter. Inga underarter finns listade i Catalogue of Life.